# Linda Bement
 Linda Jeanne Bement (Salt Lake City, 2 de novembro de 1941 - Salt Lake City, 19 de março de 2018) foi uma rainha da beleza norte-americana, Miss USA e Miss Universo 1960.
Mórmom e membro de A Igreja de Jesus Cristo dos Santos dos Últimos Dias, começou na adolescência a participar de concursos de beleza em seu estado natal, Utah, até ser eleita Miss Utah em 1960, o que a levou a participar do Miss USA daquele ano, em Miami Beach, então realizado paralelamente ao Miss Universo, o qual venceu.
No concurso internacional, Linda derrotou outras 42 candidatas tornando-se a terceira Miss Universo dos EUA.
Dois anos depois Linda casou-se com um jóquei panamenho radicado nos Estados Unidos, Ramón Icaza, com quem teve dois filhos e divorciou-se em 1969.